# Музей тверского быта
Музей тверского быта — комплекс разновременных строений, наглядно отражающих городскую культуру XVIII—XIX веков.
Музей является филиалом Тверского государственного объединённого музея.

## История
Музей тверского быта открылся в мае 1970 года в двухэтажном здании, построенном в 1784 году по проекту архитектора Ф. Ф. Штенгеля и принадлежавшем ранее купцам Арефьевым. С 1986 года экспозиционные площади расширились за счёт других построек городской усадьбы — двух флигелей, каретного сарая, амбара и колодца — и новая выставка получила название «Городская усадьба XVIII—XIX веков».
Построенная в рамках новой государственной политики в области планирования городов после пожара 1763 года усадьба Арефьевых единственная в городе выполнена в стиле барокко.
В 2012—2013 годы прошла реставрация главного дома усадьбы, флигелей и каретного двора.
В 2021 году открылась новая экспозиция «Красота и польза. Декоративно-прикладное искусство Тверской земли». Экспозиция располагается в отреставрированном доме купцов Арефьевых.

## Экспозиции
Экспозиции музея посвящена бытовой стороне жизни тверичей, а также произведениям декоративно-прикладного искусства.
Всего в коллекциях музея насчитывается 773 предмета хранения. Общая экспозиционная площадь составляет 833 м².
В музее представлено несколько экспозиций:
- Экспозиция «В гостях у тверских купцов»

Экспозиция была открыта в 1997 году. В экспозиции представлена повседневная жизнь тверского купечества. В пяти залах воссозданы интерьеры жилых комнат — прихожей, кабинета, гостиной, дамской и детской. В комнатах царит уютная домашняя атмосфера благодаря представленной старинной мебели, посуде, одежде, книгам, записным книжкам, игрушкам, различным необходимым в быту безделушкам.
- Экспозиция «Красота и польза. Декоративно-прикладное искусство Тверской земли»

Новая экспозиция «Красота и польза. Декоративно-прикладное искусство Тверской земли» размещается в двухэтажном доме купцов Арефьевых, построенном в 1768 году. Тут представлены подлинные вещи XVIII—XIX веков, современные проекции, разнообразные игры на мультимедийных экранах и обширная фотозона. Всё это поразит красотой, уникальностью и расскажет посетителю о том, что Тверская губерния является родиной редких и даже уникальных ремёсел — торжокского золотного шитья, калязинского кружевоплетения, тверской иконописи.
- Экспозиция «Русские самовары. Тверское чаепитие»

Экспозиция даёт представление об истории этого «водогрейного сосуда» в России. Тут можно увидеть несколько десятков старинных самоваров различных фасонов и познакомиться с самоварной «роднёй» — сбитенником, бульотками, чаеваркой.
- Экспозиция «Тверская пряничная XIX века»

Новое интерактивное пространство на территории Музея Тверского быта. Тут в атмосфере старинной пекарни гости могут не только узнать подлинную историю пряничного дела в нашем городе, но и оценить тверской пряник на вкус, узнать секреты его приготовления.

## Галерея

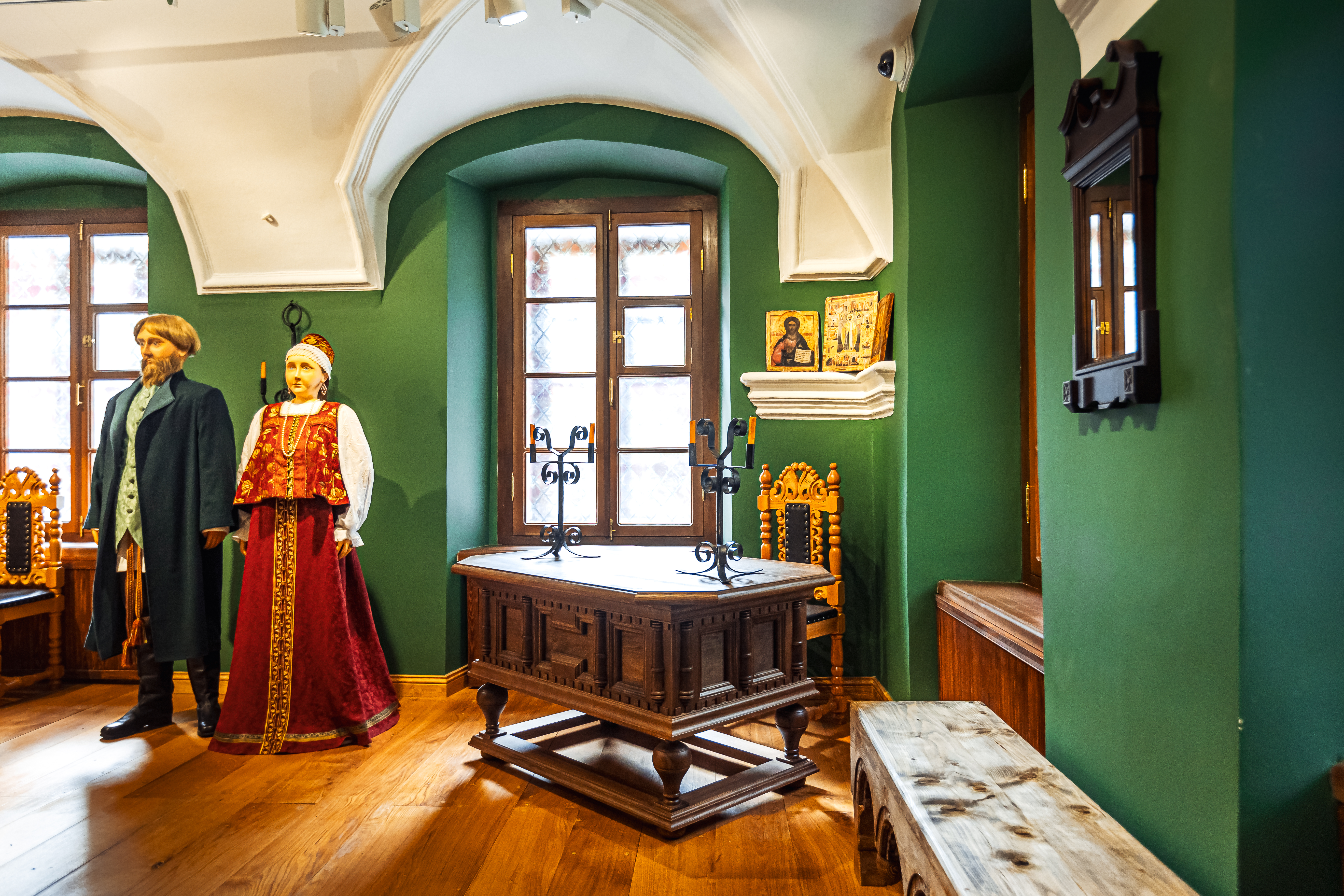
Фрагмент экспозиции из Дома купцов Арефьевых.
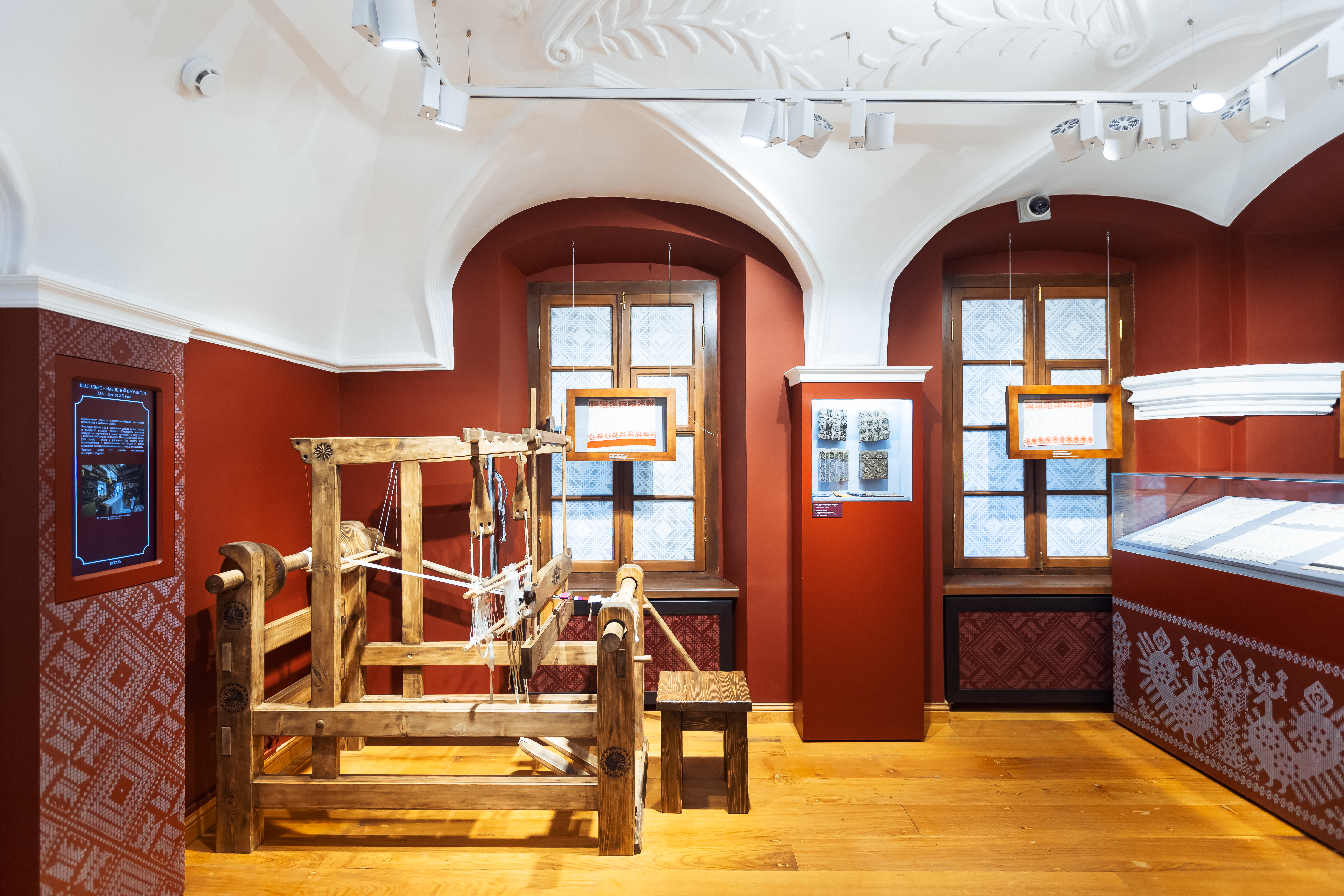
Фрагмент экспозиции Музея тверского быта
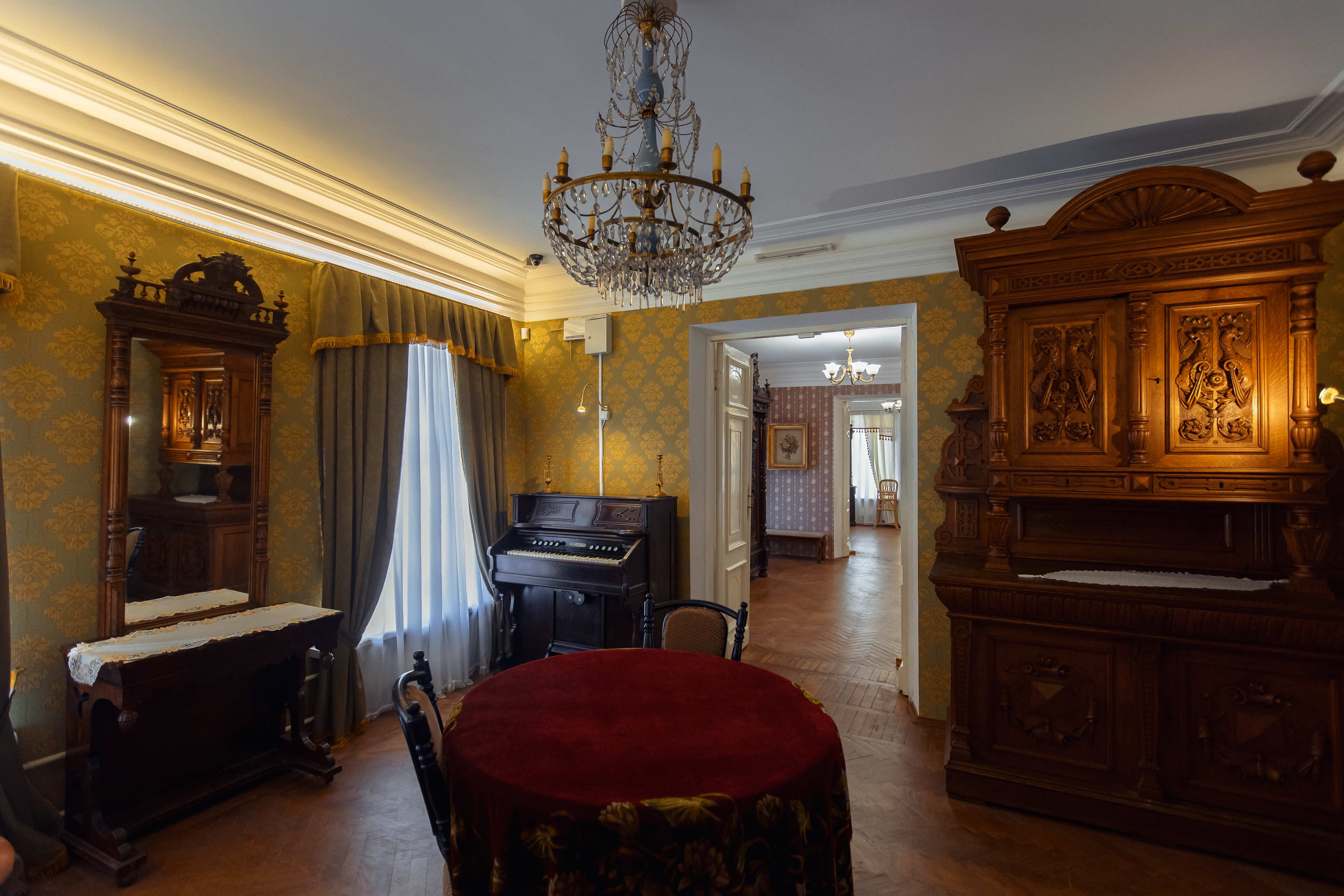
Интерьер зала Музея Тверского быта.